# Psychoda bojata
Psychoda bojata és una espècie d'insecte dípter pertanyent a la família dels psicòdids.

## Descripció
- La femella fa 0,68 mm de llargària a les antenes, mentre que les ales li mesuren 1,20 de longitud i 0,37 d'amplada.
- El mascle no ha estat encara descrit.[2]

## Distribució geogràfica
Es troba a Indonèsia: Papua Occidental.